# فرانچسکو پائولانتونی
فرانچسکو پائولانتونی (ایتالیایی: Francesco Paolantoni؛ زادهٔ ۳ مارس ۱۹۵۶) بازیگر سینما، تلویزیون و کمدین اهل ایتالیا است.
پائولانتونی متولد ناپل، تحصیل بازیگری را در آکادمی Accademia Nazionale di Arte رم آغاز کرد، سپس در اواخر دهه 1970 به عنوان بازیگر صحنه نمایش دراماتیک فعالیت کرد. او حرفه خود را در سال 1987 به عنوان یک کمدین در ورایتی شوی رنزو آربوره آغاز کرد، اما موفقیت واقعی اش در سال 1996 با Mai dire Gol در گروه Gialappa و بعداً با شرکت در Quelli che... il Calcio به دست آمد. او همچنین در سابقه هنری اش با پائولو ویرزی، ماریو مارتونه، کریستینا کومنچینی و سابینا گوزانتی و دیگران همکاری کرده است.